# Parc national Orhei

Parc national Orhei

Le parc national d’Orhei (en roumain : Parcul naţional Orhei), est un établissement public de protection et valorisation du patrimoine naturel et historique moldave créé le 12 juillet 2013. Il a une superficie de 33 792,09 ha, soit 337 km2, ce qui représente 1 % du territoire moldave. C’est le premier et jusqu’à présent le seul parc national du pays, selon la loi no 1538-13 du 25 juin 1998 concernant les aires naturelles protégées.

## Description
Il est situé à environ 50 km au nord de la capitale Chișinău, sur le cours moyen du Răut (affluent du Nistru) et inclut des sites archéologiques de différentes époques de l'Antiquité au Moyen Âge, des monastères orthodoxes, trois grottes (dites « Blanche », « du Coucou » et « de l'église troglodytique ») et des forêts de feuillus (56 % de la superficie) avec une faune diversifiée. Le parc est connu pour les sites archéologiques d’Orheiul Vechi qui comprend une ancienne citadelle moldave, des levées de terre protectrices, mais aussi des traces de l’occupation tatare avec une mosquée et un caravansérail. En outre, des levées de terre datent de l'Antiquité, époque des Daco-gètes et des Bastarnes.
Le paysage du parc est vallonné, en partie recouvert de forêt. Le territoire est traversé par des vallées et la rivière Răut traverse le parc . 
Le parc national d’Orhei fait partie du réseau des corridors biologiques qui coordonne la politique de protection de l’environnement en république de Moldavie, dans une vision géonomique globale à l’échelon national et européen (réseau écologique national et réseau écologique paneuropéen).

## Vues

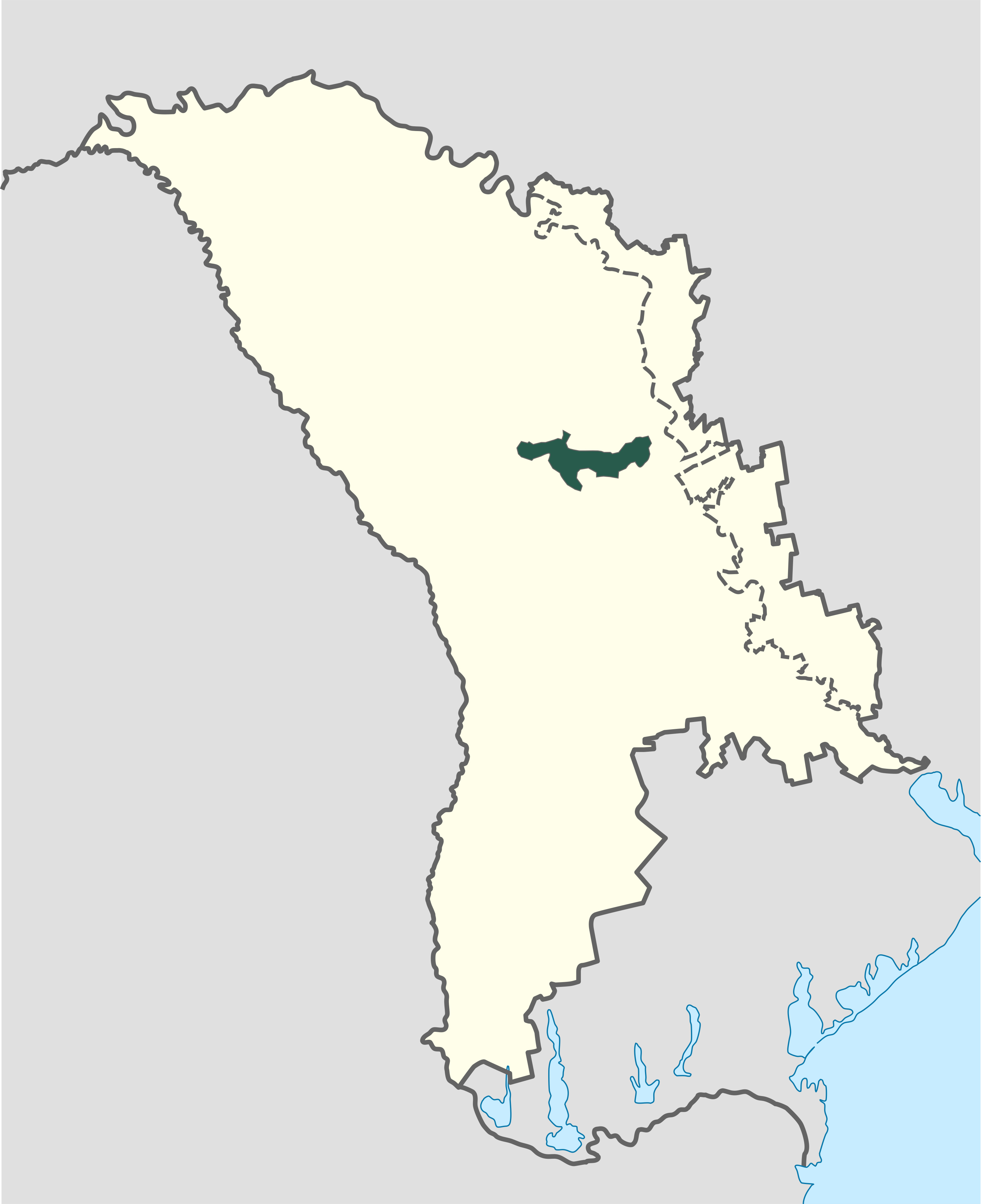
Emplacement du parc en Moldavie
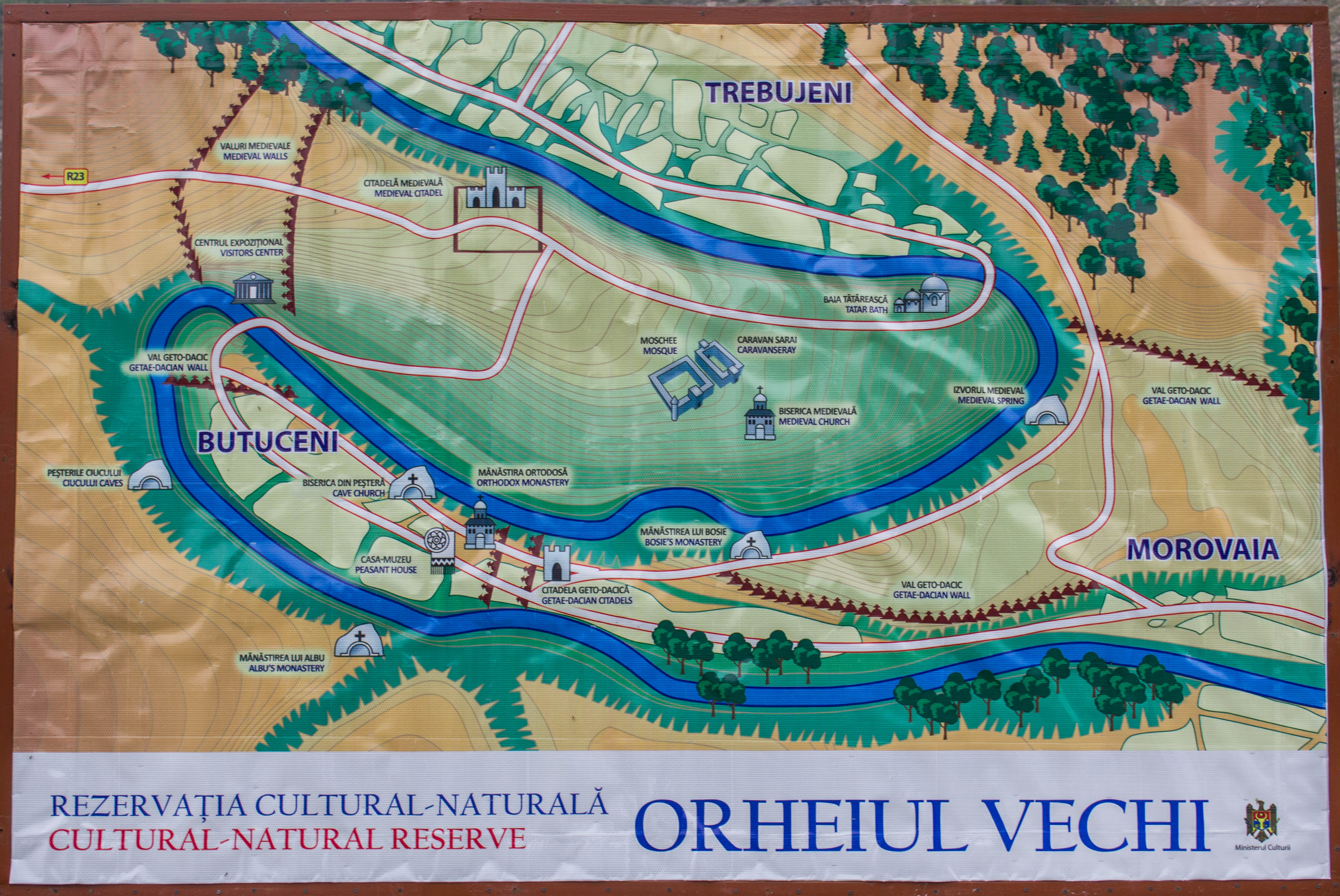
Carte du parc
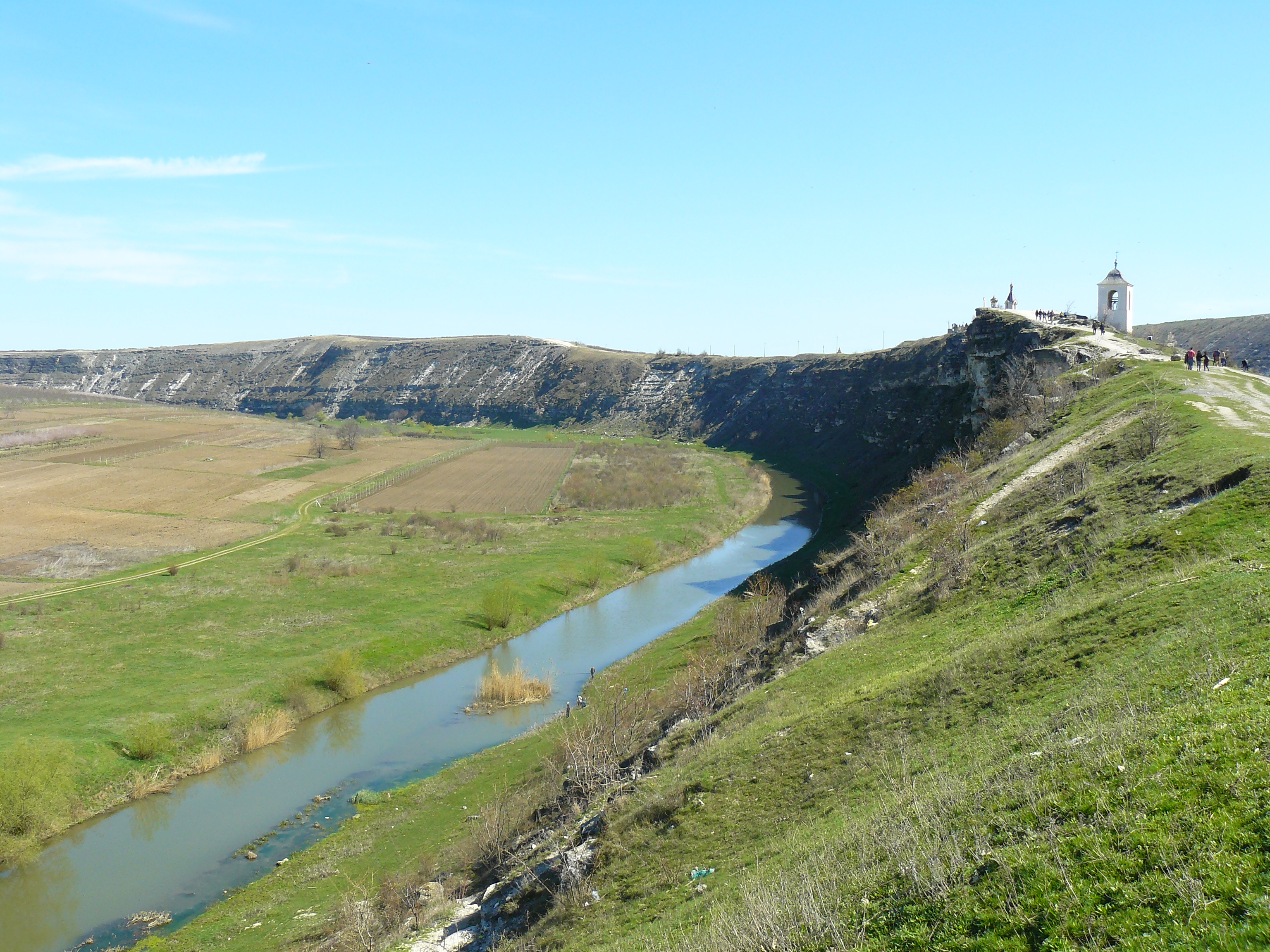
Méandres du Răut…
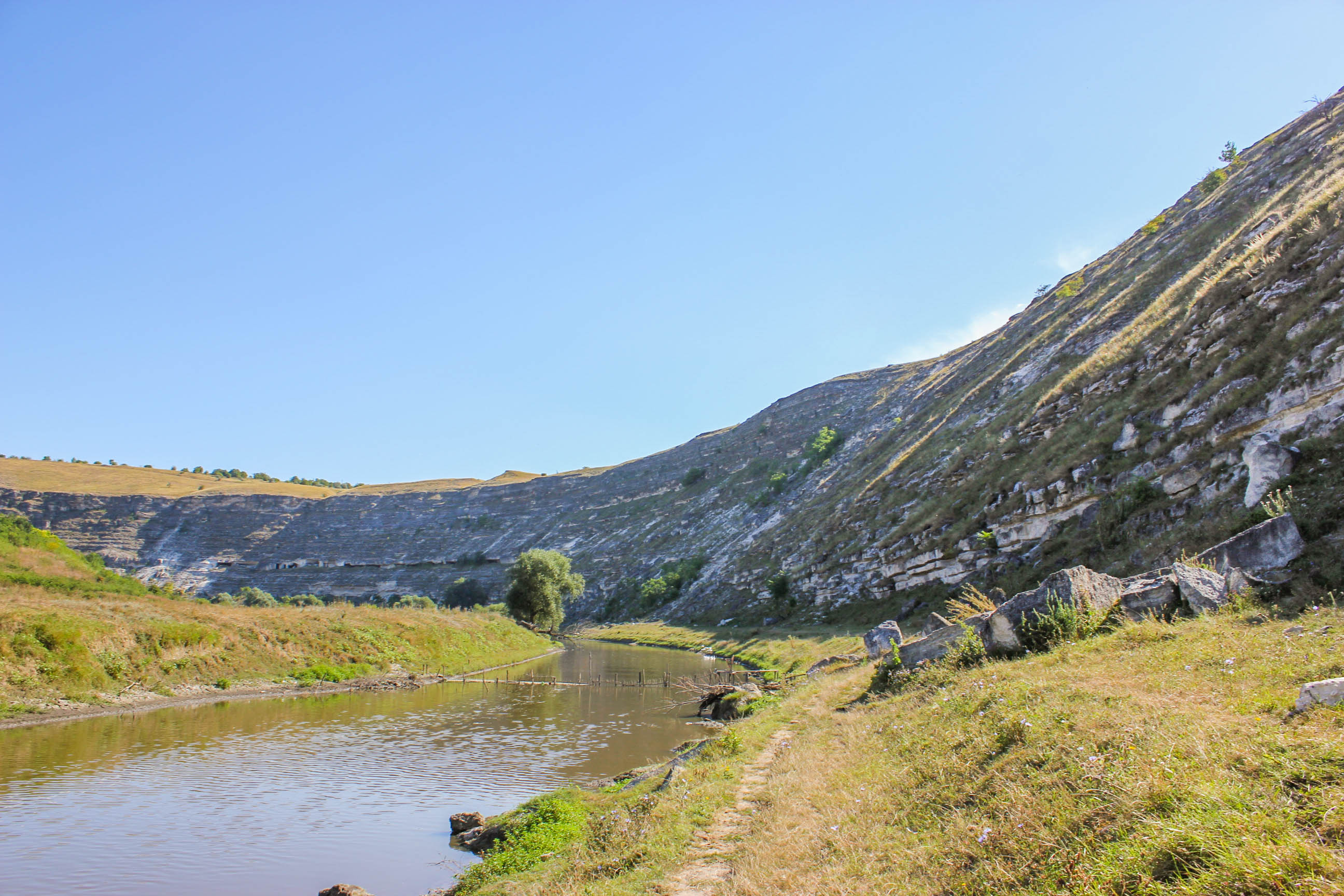
…formés au Pléistocène…
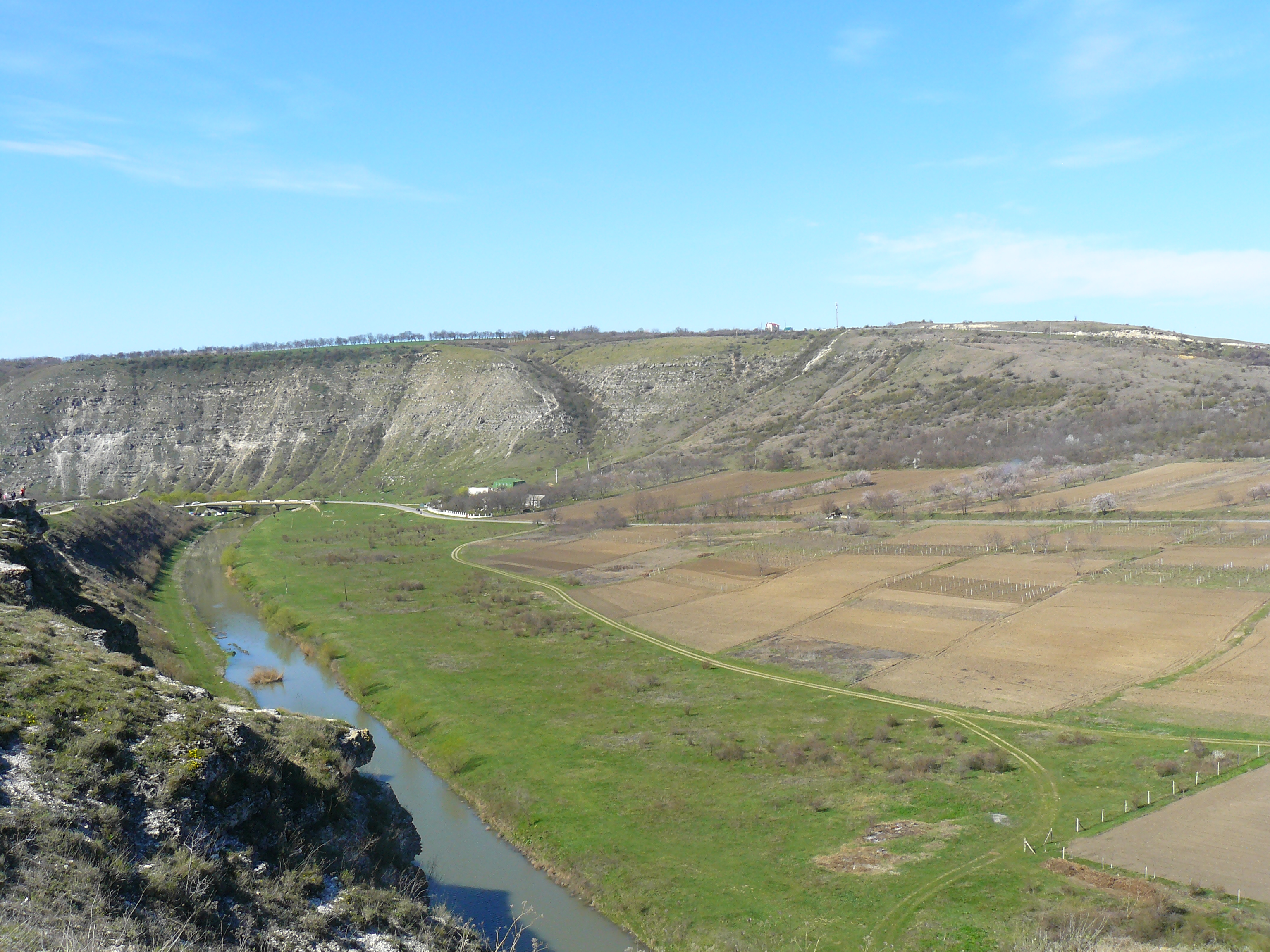
…et encaissés à l'Holocène…
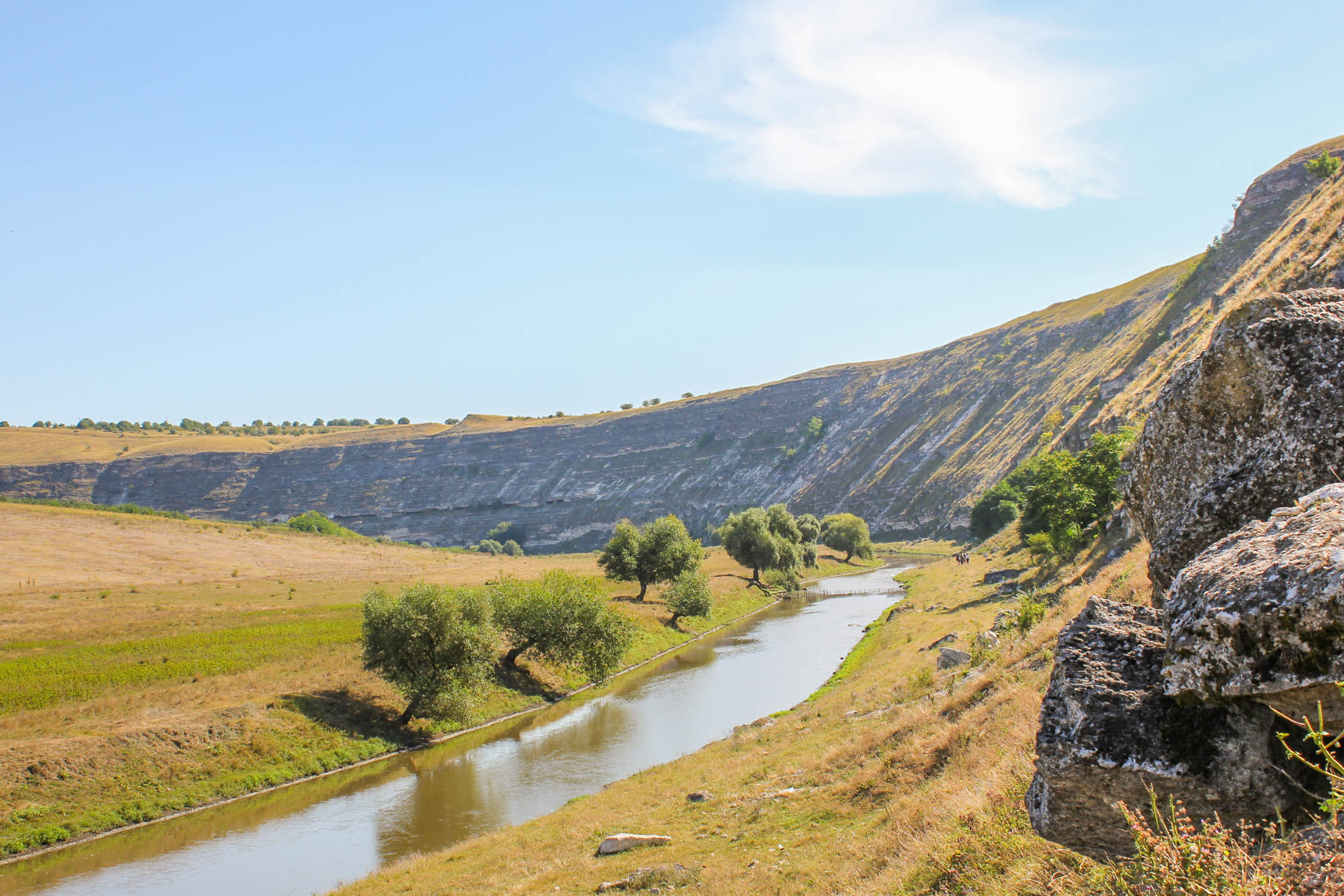
…en raison du soulèvement…
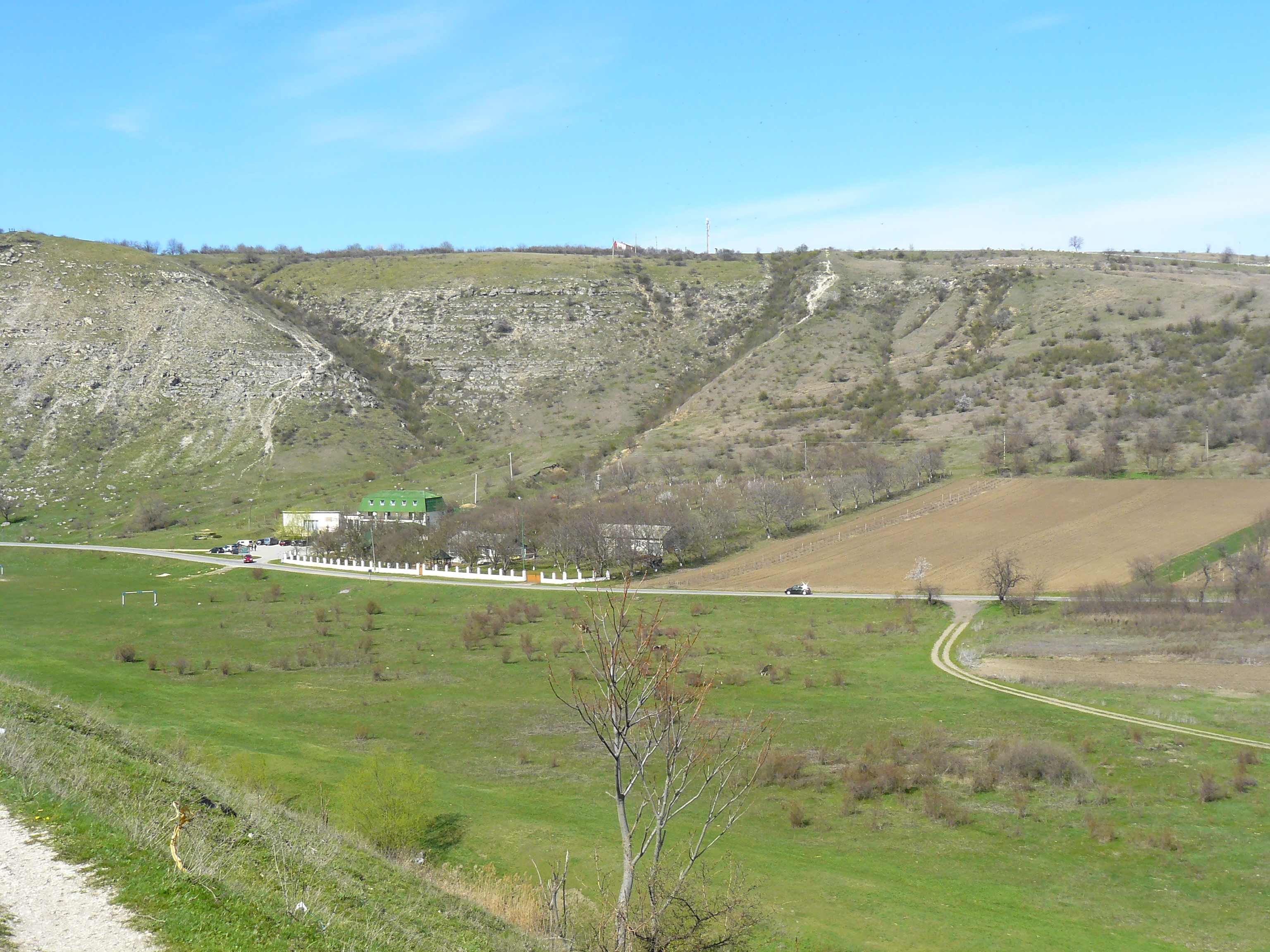
…du bouclier sarmatien sous-jacent
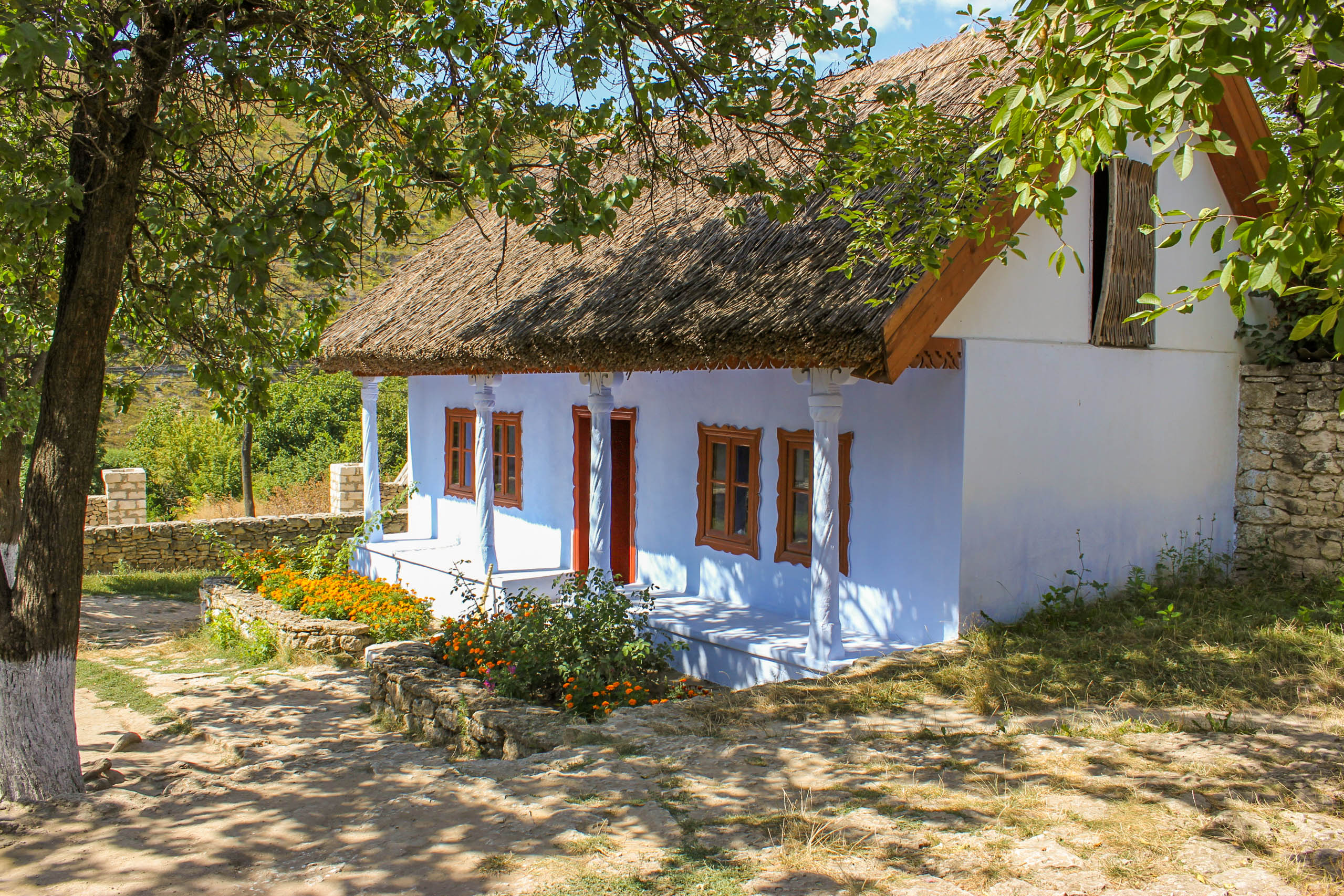
Maison de l'écomusée
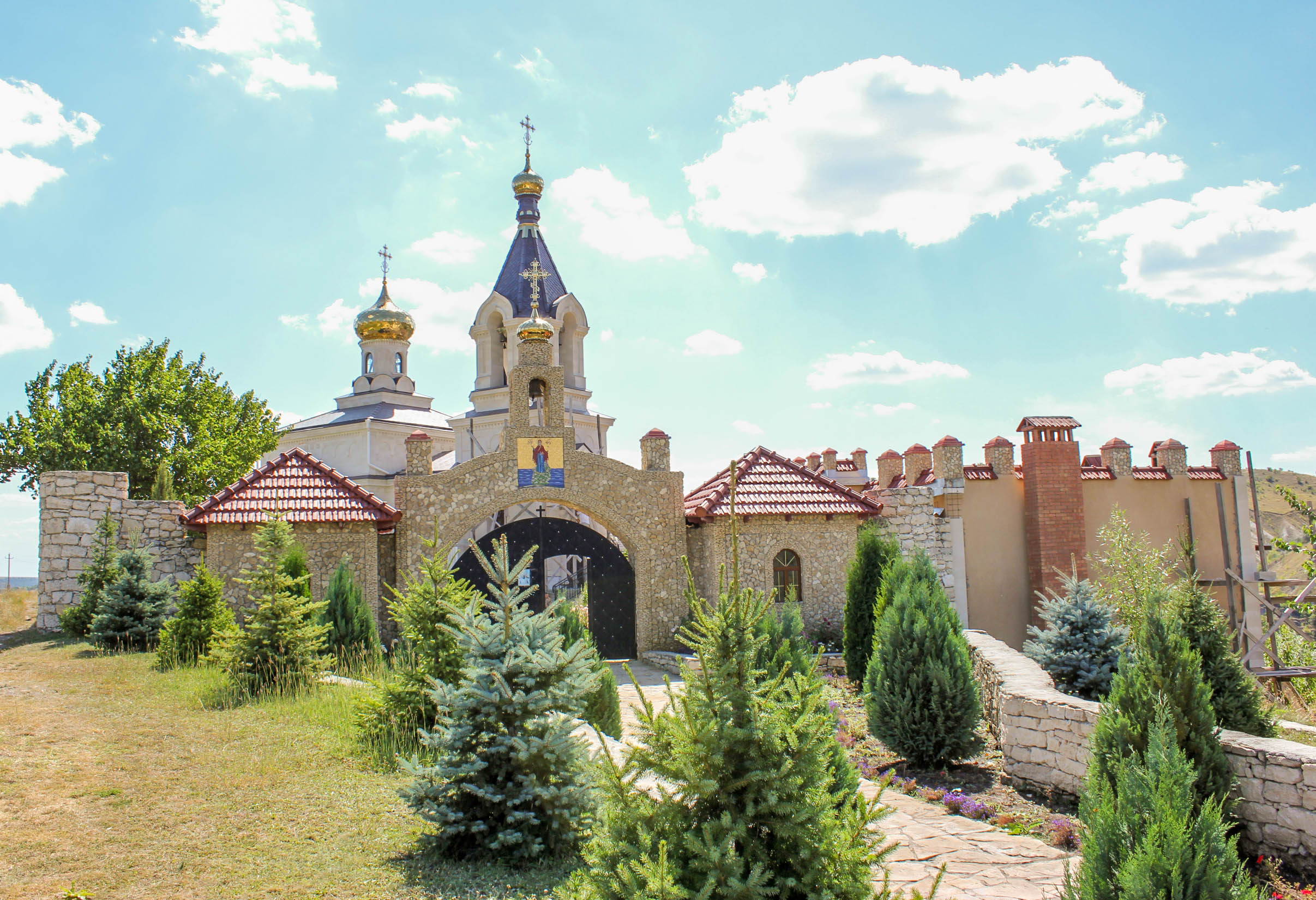
Monastère orthodoxe de Butuceni